# Il'ja Jakovlevič Gurin
Il'ja Jakovlevič Gurin (Charkiv, 9 luglio 1922 – Mosca, 8 settembre 1994) è stato un regista sovietico.

## Filmografia parziale

### Regista
- Žolotoj ėšelon (1959)
- Pri ispolnenii služebnych objazannostej (1963)
- Ver'te mne, ljudi (1964)
- Daj lapu, Drug! (1967)
- V Moskve proezdom... (1970)
- Zapasnoj aėrodrom (1977)